# British Independent Film Award du meilleur film
 (janvier 2021).
Si vous disposez d'ouvrages ou d'articles de référence ou si vous connaissez des sites web de qualité traitant du thème abordé ici, merci de compléter l'article en donnant les références utiles à sa vérifiabilité et en les liant à la section « Notes et références ».

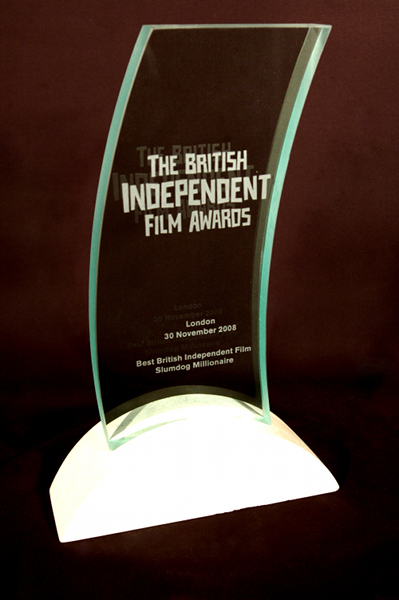
Trophée du British Independent Film Award

Le British Independent Film Award du meilleur film (BIFA Award for Best British Independent Film) est une récompense cinématographique britannique décernée par le festival de Raindance depuis 1998 au cours de la cérémonie annuelle des BIFA.

## Palmarès

### Années 1990
- 1998 : My Name Is Joe de Ken Loach
- 1999 : Wonderland de Michael Winterbottom

### Années 2000
- 2000 : Billy Elliot de Stephen Daldry
- 2001 : Sexy Beast de Jonathan Glazer
- 2002 : Sweet Sixteen de Ken Loach

- 2003 : Dirty Pretty Things de Stephen Frears
  - 28 Jours plus tard (28 Days Later)
  - Buffalo Soldiers
  - The Magdalene Sisters
  - Young Adam

- 2004 : Vera Drake de Mike Leigh
- 2005 : The Constant Gardener de Fernando Meirelles
- 2006 : This Is England de Shane Meadows
- 2007 : Control d'Anton Corbijn
- 2008 : Slumdog Millionaire de Danny Boyle
- 2009 : Moon de Duncan Jones

### Années 2010
- 2010 : Le Discours d'un roi de Tom Hooper
- 2011 : Tyrannosaur de Paddy Considine
- 2012 : Broken de Rufus Norris
- 2013 : Metro Manila de Sean Ellis
- 2014 : Pride de Matthew Warchus
- 2015 : Ex machina d'Alex Garland
- 2016 : American Honey d'Andrea Arnold
- 2017 : Seule la terre de Francis Lee
- 2018 : La Favorite de Yórgos Lánthimos
- 2019 : Pour Sama de Waad al-Kateab et Edward Watts (en)

### Années 2020
- 2020 : Rocks de Sarah Gavron
- 2021 : After Love d'Aleem Khan (en)
- 2022 : Aftersun de Charlotte Wells
- 2023 : Sans jamais nous connaître (All of Us Strangers) d'Andrew Haigh
  - Femme de Sam H. Freeman et Ng Choon Ping
  - How to Have Sex de Molly Manning Walker
  - Toi et moi ? (Rye Lane) de Raine Allen-Miller (en)
  - Scrapper de Charlotte Regan (en)
- 2024 : Kneecap de Rich Peppiatt (en)
  - Love Lies Bleeding de Rose Glass
  - On Becoming a Guinea Fowl (en) de Rungano Nyoni
  - The Outrun de Nora Fingscheidt
  - Santosh de Sandhya Suri (en)